# Gerdshagen
Gerdshagen er en kommune i Landkreis Prignitz i den tyske delstat Brandenburg, og en del af Amt Meyenburg.
Gennem Gerdshagen løber Kümmernitz, der er et tilløb til Dömnitz.
Kommunen består af de tre landsbyer Giesenhagen, Rapshagen og Struck,